# Passe de la Tête du Magnan
Passe de la Tête du Magnan är ett sund i Kanada.   Det ligger i provinsen Québec, i den sydöstra delen av landet, 400 km norr om huvudstaden Ottawa.